# Valea Mare, Caraș-Severin
Valea Mare este un sat în comuna Fârliug din județul Caraș-Severin, Banat, România.

## Vestigii arheologice
- În hotarul localității a fost semnalată o așezare daco-romană de secolele III-IV d.Chr. Descoperirile au atestat practicarea metalurgiei fierului.
- La Valea Mare s-a descoperit o monedă preromană.
- A fost atestată exploatarea aurului în antichitate.

## Personalități locale
- Preotul Ioan SAUCA, născut la data de 10 Aprilie 1956 în localitatea Valea Mare, județul Caraș-Severin.

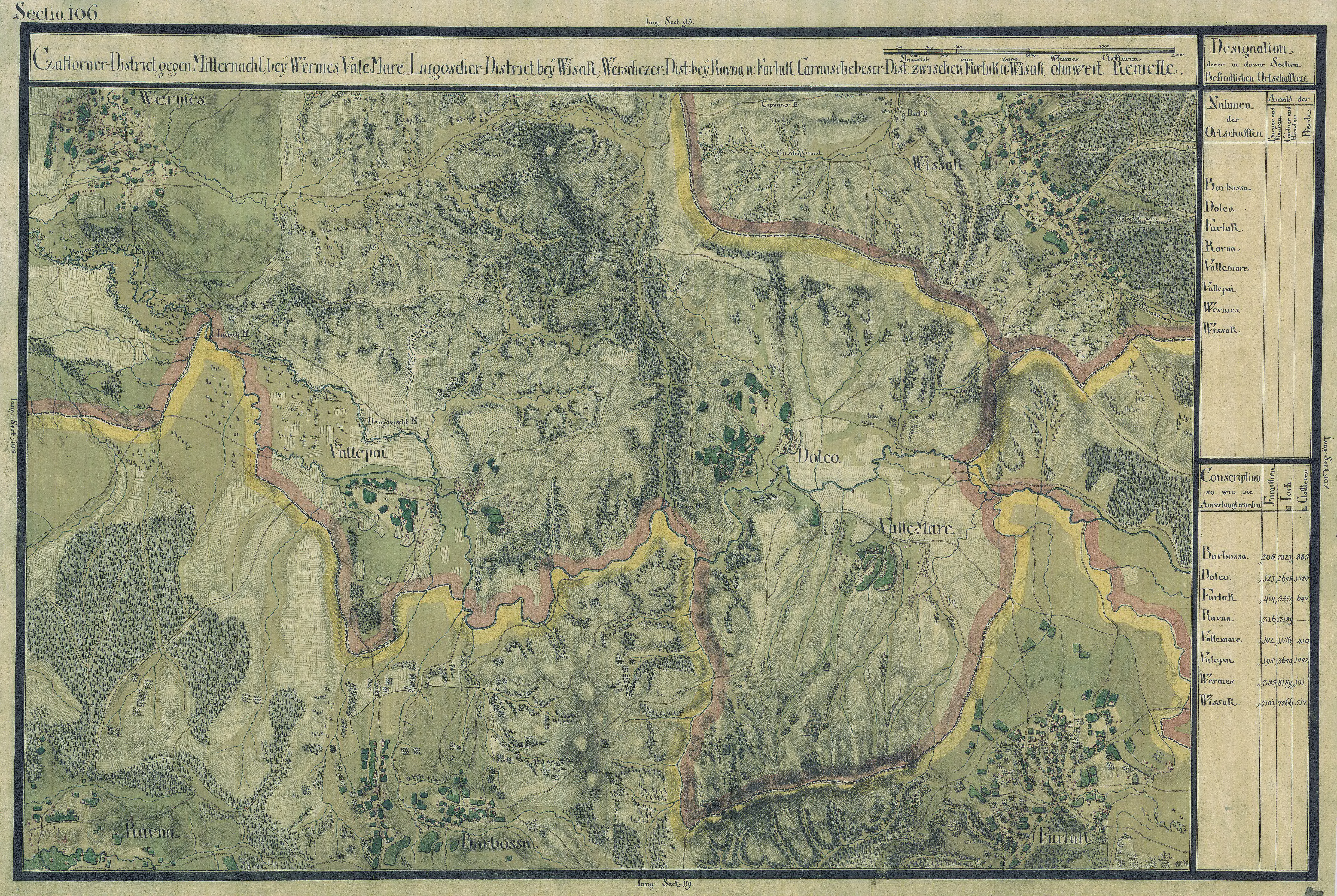
Valea Mare în Harta Iosefină a Banatului, 1769-72

## Vezi și
- Biserica de lemn din Valea Mare, Caraș Severin